# Colobothea hebraica
Colobothea hebraica es una especie de escarabajo longicornio del género Colobothea, categorizada en la tribu Colobotheini, de la subfamilia Lamiinae. Fue descrita por Bates en 1865.

## Descripción
Mide 10-19 mm de longitud.

## Distribución
Se distribuye por Belice, Guatemala, Honduras, México y Nicaragua.